# Mesostigma viride
Mesostigma viride là một loài tảo lục nước ngọt. Nó hiện nay được một số tác giả coi là một trong những thành viên rẽ ra sớm nhất của Streptophyta, một trong hai nhánh của thực vật xanh (Viridiplantae).
Các nghiên cứu sớm hơn đã không thể phân giải vị trí của loài này, và nó thường được đặt như là nhánh có quan hệ chị-em với toàn bộ các loài tảo lục khác, như là thành viên cơ sở của Streptophyta hay có quan hệ gần với Chaetosphaeridium. Các nghiên cứu gần đây hơn cho rằng Mesostigma và Chlorokybus tạo thành một nhánh, với nhánh này là nhánh rẽ ra sớm nhất của Streptophyta.